# Mecynogea chavona
Mecynogea chavona là một loài nhện trong họ Araneidae.
Loài này thuộc chi Mecynogea. Mecynogea chavona được Herbert Walter Levi miêu tả năm 1997.